# Pseudodiamesa latistyla
Pseudodiamesa latistyla är en tvåvingeart som beskrevs av Makarchenko 1989. Pseudodiamesa latistyla ingår i släktet Pseudodiamesa och familjen fjädermyggor. Inga underarter finns listade i Catalogue of Life.